# Daniel Martins
Pour les articles homonymes, voir Martins.
Daniel Martins, né le 12 mars 1996 à Marília, est un athlète handisport brésilien qui a remporté la médaille d'or au 400 m T20 en 47,22 s aux Jeux paralympiques d'été de 2016.